# Grå punktlav
Grå punktlav (Acrocordia gemmata) är en lavart som först beskrevs av Erik Acharius, och fick sitt nu gällande namn av A. Massal. Grå punktlav ingår i släktet Acrocordia och familjen Monoblastiaceae.  Arten är reproducerande i Sverige. Inga underarter finns listade i Catalogue of Life.